# 古吉拉特语文学
古吉拉特语是印度西海岸古吉拉特邦人民的语言，使用人口有4千6百万以上。它来源于梵语，形成于公元12世纪左右，17世纪由与古吉拉特建邦而定为今名。15世纪起，古吉拉特出现了几十位著名的诗人，包括纳尔辛赫·梅赫达。在好几个世纪中，诗人们只写宗教诗歌。直到18世纪以后，古吉拉特文学才迎来了真正的繁荣。

## 近现代文学
伴随着英国的殖民统治，西方文明持续的对古吉拉特产生影响，许多古吉拉特人投身社会进步的事业。纳尔默德巽格尔是近代文学的先驱，他写有《古吉拉特颂》等爱国诗篇，使古吉拉特诗歌在表现主观体验上有了更大自由。另一位诗人德勒伯德拉姆则支持英国统治，他在《威恩传》等长诗里对童婚、殉夫这样的印度传统陋习大加批判，鼓吹改革。纳尔默德巽格尔和德勒伯德拉姆的诗歌都摆脱了宗教写作的范畴，显示出对社会的关注。南德辛格尔·梅赫达的《卡兰·格赫洛》讲述了古吉拉特最后的拉杰布国王的故事，是以古拉吉特语创作的首部长篇小说。纳沃勒拉姆则是古吉拉特语传记、评论的鼻祖，写有《纳尔默德巽格尔》、《诗人的一生》等。
纳尔默德1866年逝世后，高沃尔腾拉姆·马特沃拉姆·德拉巴蒂成为文坛盟主，他写有长篇小说《萨尔索蒂·钱德拉》、长诗《爱的印记》等。他既有民族主义情绪，也反对盲目崇拜传统。同时代的诗人纳纳拉尔、格拉比、巴尔凡特拉耶、纳尔新赫拉沃丰富了诗歌写作，创造出了“肯德”体诗歌、十四行诗、挽歌等新的文学样式，强调诗歌的韵律应与思想表达合拍。默尼拉尔·德维威迪、阿南德巽格尔、盖什沃拉·特鲁沃在语法、韵律和文学批评方面也作出了卓越贡献。
1920年代之后，古吉拉特文学迈入了现代时期，这时的文学受到甘地思想的影响，开始关注下层社会。短篇小说得以发展成熟，并出现了小品文、独幕剧、“拉斯”体诗歌、“格尔比”体诗等新体裁。这时的诗歌充满了博爱思想和人道主义精神。忧虑和悲伤不再被回避。这一时期的代表诗人有乌马巽格尔·乔希、孙德仑、孙德尔吉·贝达伊、斯奈赫尔希米、布贾拉尔、格尔森达斯·马奈克和克里什纳尔·斯里特拉尼等。乌马巽格尔擅长描绘大自然，孙德仑注重哲理思辨，而贝达伊则描绘个人体验。
古吉拉特独幕剧是在英国文学的影响下产生的，最早的作家有巴杜帕依·乌默尔瓦迪亚、叶什文德·本迪亚和伯朗吉文·巴特克。乌马巽格尔的《萨伯拉·帕拉》描绘了一个古吉拉特农村妇女的悲惨命运，是现实主义的力作。其他重要作家还有吉拉伯达斯·博罗格尔、贾衍迪·德拉尔和朱尼拉尔·默迪亚等，心理描写和象征写法得到了充分发挥。根海亚拉尔·马尼格拉尔·孟希、 拉曼拉尔·沃森德拉尔·德赛、图姆盖杜、古纳文德拉耶·阿加尔耶、恰维尔金德·维卡尼、朱尼拉尔·夏赫、贾衍迪·德拉尔、盖登·孟希、维尼帕依·布罗希德、拉曼德尔·巴特克和西沃古马儿·乔希等人则在小说领域做出了贡献，他们的作品往往美化古吉拉特的传统。
印度独立之后，重要的诗人有拉金德尔·夏赫、尼楞津·帕罗德、巴尔莫贡德·德威、维尼帕依·布罗希德、乌夏纳斯、马尔根德·代沃、贾拉贾拉姆、比纳根·塔戈尔、伯里耶甘德·莫尼亚尔等，他们的诗歌倾向于简短、甜蜜、悦耳、流畅，但在思想上乏善可陈。本纳拉尔·伯戴尔的小说主要描写农村的劳动者，在描写城市上则不那么出色，其代表作有《活着的》和《人间戏剧》。德尔夏克的长篇小说探讨生活哲学，而伊希沃尔·贝德力格尔的小说主要描写查罗德尔地区的商贩。其他的新时期小说家还有朱尼拉尔·默迪亚、索班、比达姆伯尔·伯代尔和萨楞戈·伯劳德等。